# フロスト警部
『フロスト警部』（フロストけいぶ、A Touch of Frost）は、R.D.ウィングフィールドの小説を元に、1992年12月6日に開始し、2010年4月5日まで放映された、英国のTVシリーズ。全42話。日本では、スカパー!やケーブルテレビに番組を供給しているミステリチャンネルで放送されていた。製作はヨークシャー・テレヴィジョン。主演はデヴィッド・ジェイソン、共演はブルース・アレクサンダー、ジョン・ライアンズ。

## 登場人物
- フロスト警部（演：デヴィッド・ジェイソン/吹き替え：大塚明夫）

## エピソード一覧
1. クリスマスのフロスト (Care and Protection)
2. 孤独の行方 (Not with Kindness)
3. フロスト日和 (Conclusions)
4. 差別の構図 (A Minority of One)
5. 忘れえぬ面影 (Widows and Orphans)
6. 秘められし罪 (Nothing to Hide)
7. 招かれざる訪問者 (Stranger in the House)
8. 間違えられた獲物 (Quarry)
9. 秘密の約束 (Appropriate Adult)
10. 堕ちたヒーロー (Dead Male One)
11. 追いつめられた男 (No Refuge)
12. 失われた心 (Paying the Price)
13. 愛のために犯した罪 (The Things We Do For Love)
14. 忘れられた戦士 (Unknown Soldiers)
15. 夢の代償 (Fun Times For Swinger)
16. 殺意の水辺 (Deep Waters)
17. 孤独な復讐 (Penny for the Guy)
18. 狙われた天使 (House Calls)
19. 罪の告白 (True Confessions)
20. ゆがんだ愛 (No Other Love)
21. 過去を語る死者 (Appendix Man)
22. 暴かれた別の顔 (Private Lives)
23. 消された歌声 (One Man's Meat)
24. 泥棒の忘れ物 (Keys to the Car)
25. それぞれのミレニアム 前 (Line of Fire)
26. それぞれのミレニアム 後 (Line of Fire)
27. 交錯する疑念 前 (Benefit of The Doubt)
28. 交錯する疑念 後 (Benefit of The Doubt)
29. 見えない標的 前 (Mistaken Identity)
30. 見えない標的 後 (Mistaken Identity)
31. 封印されていた真実 (Hidden Truth)
32. “未知と遭遇”した男 (Close Encounters)
33. 子供たちを狙う眼 (Held in Trust)
34. 二重生活 (Another Life)
35. 暗闇のダンス (Dancing in the Dark)
36. 死の淵からの生還 (Near Death Experience)
37. 野生の犠牲者 (Endangered Species)
38. 報道の真実 (In Public Interest)
39. 愛なき者のゲーム (Mind Games)
40. 愚かなる報復 (Dead End)
41. さらば フロスト 前編 (If the Dogs Run Free Part1)
42. さらば フロスト 後編 (If the Dogs Run Free Part2)

## リンク
- ミステリ・チャンネル
- アルシネ・テラン
- Episode Guide
- IMDb